# KHL (2016/2017)
Sezon KHL 2016/2017 – dziewiąty sezon ligi KHL rozegrany na przełomie 2016 i 2017 roku.

## Kluby uczestniczące
25 czerwca 2016 oficjalnie ogłoszono, że od sezonu 2016/2017 do KHL został przyjęty chiński klub z Pekinu, Kunlun Red Star.
| Konferencja Zachód   | Konferencja Zachód      | Konferencja Wschód         | Konferencja Wschód      |
| Dywizja Bobrowa      | Dywizja Tarasowa        | Dywizja Charłamowa         | Dywizja Czernyszowa     |
| -------------------- | ----------------------- | -------------------------- | ----------------------- |
| Dinamo Ryga          | CSKA Moskwa             | Ak Bars Kazań              | Admirał Władywostok     |
| Dynama Mińsk         | Dinamo Moskwa           | Awtomobilist Jekaterynburg | Amur Chabarowsk         |
| Jokerit              | Łokomotiw Jarosław      | Jugra Chanty-Mansyjsk      | Awangard Omsk           |
| Medveščak Zagrzeb    | Siewierstal Czerepowiec | Łada Togliatti             | Barys Astana            |
| SKA Sankt Petersburg | HK Soczi                | Mietałłurg Magnitogorsk    | Kunlun Red Star         |
| Slovan Bratysława    | Torpedo Niżny Nowogród  | Nieftiechimik Niżniekamsk  | Mietałłurg Nowokuźnieck |
| Spartak Moskwa       | Witiaź Podolsk          | Traktor Czelabińsk         | Saławat Jułajew Ufa     |
|                      |                         |                            | Sibir Nowosybirsk       |

## Sezon regularny

### Puchar Otwarcia
W pierwszym meczu sezonu o Puchar Otwarcia 22 sierpnia 2016 spotkały się drużyny Mietałłurg Magnitogorsk i CSKA Moskwa. W meczu zwyciężyli pierwsi 3:2, a zwycięskiego gola zdobył Siergiej Tierieszczenko.

### Mecz Gwiazd
W maju 2016, ustalono, że edycja Meczu Gwiazd 2017 odbędzie się w Ufie. Przed tą edycją zmieniono format, w myśl nowego zaplanowano mecze zespołów, do których zawodników wybrano jako rywali reprezentantów czterech dywizji ligi. W półfinałach Dywizja Czernyszowa pokonała Dywizję Charłamowa 4:3, a Dywizja Tarasowa pokonała Dywizję Bobrowa, natomiast w finale Dywizja Czernyszowa zwyciężyła Dywizję Tarasowa 3:2.

### Tabela Konferencji Zachodniej
| Msc. | Zespół                  | M  | Pkt | W  | WPD | WPK | PPK | PPD | P  | G + | G - | +/-  |
| ---- | ----------------------- | -- | --- | -- | --- | --- | --- | --- | -- | --- | --- | ---- |
| 1    | CSKA Moskwa             | 60 | 137 | 41 | 2   | 1   | 7   | 1   | 8  | 183 | 110 | +73  |
| 2    | SKA Sankt Petersburg    | 60 | 137 | 39 | 2   | 5   | 4   | 2   | 8  | 249 | 114 | +135 |
| 3    | Dinamo Moskwa           | 60 | 112 | 29 | 5   | 5   | 5   | 0   | 16 | 164 | 111 | +53  |
| 4    | Łokomotiw Jarosław      | 60 | 110 | 32 | 1   | 3   | 3   | 3   | 18 | 163 | 130 | +33  |
| 5    | Dynama Mińsk            | 60 | 105 | 27 | 3   | 7   | 2   | 2   | 19 | 171 | 150 | +21  |
| 6    | Torpedo Niżny Nowogród  | 60 | 104 | 27 | 3   | 5   | 3   | 4   | 18 | 145 | 124 | +21  |
| 7    | Witiaź Podolsk          | 60 | 97  | 26 | 3   | 4   | 5   | 0   | 22 | 162 | 158 | +4   |
| 8    | Jokerit                 | 60 | 93  | 23 | 3   | 3   | 6   | 6   | 19 | 149 | 165 | −16  |
| 9    | HK Soczi                | 60 | 88  | 24 | 2   | 5   | 1   | 1   | 27 | 139 | 145 | −6   |
| 10   | Slovan Bratysława       | 60 | 85  | 22 | 4   | 3   | 3   | 2   | 26 | 144 | 166 | −22  |
| 11   | Siewierstal Czerepowiec | 60 | 74  | 18 | 3   | 2   | 4   | 6   | 27 | 133 | 163 | −30  |
| 12   | Medveščak Zagrzeb       | 60 | 69  | 19 | 2   | 2   | 2   | 2   | 33 | 138 | 186 | −48  |
| 13   | Spartak Moskwa          | 60 | 66  | 18 | 1   | 2   | 3   | 3   | 33 | 125 | 168 | −43  |
| 14   | Dinamo Ryga             | 60 | 58  | 11 | 4   | 6   | 4   | 1   | 34 | 116 | 158 | −42  |

Legenda:

Msc. = lokata w tabeli, M = liczba rozegranych spotkań, Pkt = Liczba zdobytych punktów, W = Liczba meczów wygranych, WPD = Liczba meczów wygranych po dogrywce, WPK = Liczba meczów wygranych po karnych, PPD = Liczba meczów przegranych po dogrywce, PPK = Liczba meczów przegranych po karnych, P = Liczba meczów przegranych, G+ = Gole strzelone, G- = Gole stracone, +/- = Bilans bramkowy

### Tabela Konferencji Wschodniej
| Msc. | Zespół                     | M  | Pkt | W  | WPD | WPK | PPK | PPD | P  | G + | G - | +/- |
| ---- | -------------------------- | -- | --- | -- | --- | --- | --- | --- | -- | --- | --- | --- |
| 1    | Mietałłurg Magnitogorsk    | 60 | 124 | 36 | 0   | 0   | 0   | 0   | 13 | 197 | 135 | +62 |
| 2    | Awangard Omsk              | 60 | 109 | 30 | 0   | 0   | 0   | 0   | 19 | 156 | 127 | +29 |
| 3    | Ak Bars Kazań              | 60 | 109 | 29 | 0   | 0   | 0   | 0   | 18 | 155 | 127 | +28 |
| 4    | Traktor Czelabińsk         | 60 | 97  | 27 | 0   | 0   | 0   | 0   | 20 | 130 | 120 | +10 |
| 5    | Barys Astana               | 60 | 90  | 25 | 0   | 0   | 0   | 0   | 26 | 151 | 167 | −16 |
| 6    | Saławat Jułajew Ufa        | 60 | 88  | 21 | 0   | 0   | 0   | 0   | 20 | 169 | 174 | −5  |
| 7    | Admirał Władywostok        | 60 | 86  | 24 | 0   | 0   | 0   | 0   | 25 | 50  | 53  | −3  |
| 8    | Kunlun Red Star            | 60 | 83  | 24 | 0   | 0   | 0   | 0   | 29 | 28  | 34  | −6  |
| 9    | Sibir Nowosybirsk          | 60 | 83  | 20 | 0   | 0   | 0   | 0   | 25 | 48  | 40  | +8  |
| 10   | Nieftiechimik Niżniekamsk  | 60 | 80  | 20 | 0   | 0   | 0   | 0   | 28 | 35  | 42  | −7  |
| 11   | Awtomobilist Jekaterynburg | 60 | 79  | 19 | 0   | 0   | 0   | 0   | 25 | 42  | 53  | −11 |
| 12   | Amur Chabarowsk            | 60 | 76  | 20 | 0   | 0   | 0   | 0   | 29 | 33  | 39  | −6  |
| 13   | Jugra Chanty-Mansyjsk      | 60 | 66  | 18 | 0   | 0   | 0   | 0   | 34 | 40  | 53  | −13 |
| 14   | Łada Togliatti             | 60 | 65  | 16 | 0   | 0   | 0   | 0   | 32 | 47  | 48  | −1  |
| 15   | Mietałłurg Nowokuźnieck    | 60 | 40  | 8  | 0   | 0   | 0   | 0   | 42 | 29  | 61  | −32 |

Legenda:

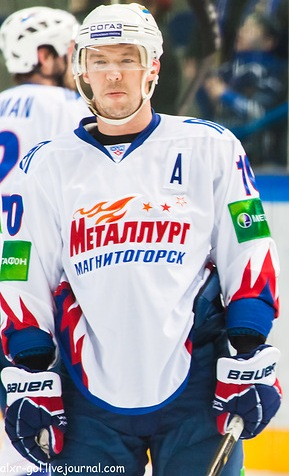
Siergiej Moziakin – w 8. sezonie KHL po raz czwarty został najlepszym strzelcem i po raz szósty najskuteczniejszym zawodnikiem rundy zasadniczej

Msc. = lokata w tabeli, M = liczba rozegranych spotkań, Pkt = Liczba zdobytych punktów, W = Liczba meczów wygranych, WPD = Liczba meczów wygranych po dogrywce, WPK = Liczba meczów wygranych po karnych, PPD = Liczba meczów przegranych po dogrywce, PPK = Liczba meczów przegranych po karnych, P = Liczba meczów przegranych, G+ = Gole strzelone, G- = Gole stracone, +/- = Bilans bramkowy

### Statystyki indywidualne
Statystyki zaktualizowane po zakończeniu rundy zasadniczej.
Zawodnicy z pola łącznie
| Gole                             | Gole | Asysty                   | Asysty | Punkty                           | Punkty |
| -------------------------------- | ---- | ------------------------ | ------ | -------------------------------- | ------ |
| Siergiej Moziakin (Magnitogorsk) | 48   | Chris Lee (Magnitogorsk) | 51     | Siergiej Moziakin (Magnitogorsk) | 85     |
| Nigel Dawes (Barys)              | 36   | Wadim Szypaczow (SKA)    | 50     | Ilja Kowalczuk (SKA)             | 78     |
| Ilja Kowalczuk (SKA)             | 32   | Nikita Gusiew (SKA)      | 47     | Wadim Szypaczow (SKA)            | 76     |
| Jewgienij Dadonow (SKA)          | 30   | Ilja Kowalczuk (SKA)     | 46     | Nikita Gusiew (SKA)              | 71     |
| Wadim Szypaczow (SKA)            | 26   | Linus Omark (Saławat)    | 42     | Jewgienij Dadonow (SKA)          | 66     |

Obrońcy
| Gole                         | Gole | Asysty                      | Asysty | Punkty                      | Punkty |
| ---------------------------- | ---- | --------------------------- | ------ | --------------------------- | ------ |
| Chris Lee (Magnitogorsk)     | 14   | Chris Lee (Magnitogorsk)    | 51     | Chris Lee (Magnitogorsk)    | 65     |
| Juuso Hietanen (Din. Moskwa) | 12   | Marc-André Gragnani (Mińsk) | 33     | Matt Gilroy (Spartak)       | 38     |
| Dienis Kulasz (Saławat)      | 12   | Matt Gilroy (Spartak)       | 31     | Wiaczesław Wojnow (SKA)     | 37     |
| Kiriłł Kolcow (Traktor)      | 12   | Jakub Jeřábek (Witiaź)      | 29     | Marc-André Gragnani (Mińsk) | 37     |
| Wiaczesław Wojnow (SKA)      | 11   | Wiaczesław Wojnow (SKA)     | 26     | Jakub Jeřábek (Witiaź)      | 34     |

Bramkarze
| Skuteczność interwencji (w %)       | Skuteczność interwencji (w %) | Średnia goli straconych (na mecz)   | Średnia goli straconych (na mecz) | Mecze bez straty gola               | Mecze bez straty gola |
| ----------------------------------- | ----------------------------- | ----------------------------------- | --------------------------------- | ----------------------------------- | --------------------- |
| Pavel Francouz (Traktor)            | 95,3                          | Aleksandr Jeriomienko (Din. Moskwa) | 1,29                              | Aleksandr Jeriomienko (Din. Moskwa) | 9                     |
| Aleksandr Jeriomienko (Din. Moskwa) | 95,0                          | Pavel Francouz (Traktor)            | 1,43                              | Igor Szestiorkin (SKA)              | 8                     |
| Igor Szestiorkin (SKA)              | 93,7                          | Ilja Sorokin (CSKA)                 | 1,61                              | Ben Scrivens (Mińsk)                | 8                     |
| Danny Taylor (Sibir / Medv.)        | 93,6                          | Igor Szestiorkin (SKA)              | 1,64                              | Henrik Karlsson (Barys)             | 7                     |
| Andriej Kariejew (Nowok. / Nieft.)  | 93,6                          | Viktor Fasth (CSKA)                 | 1,69                              | Ilja Proskuriakow (Torpedo)         | 7                     |

Pozostałe
| Klasyfikacja +/-        | Klasyfikacja +/- | Zwycięskie gole                  | Zwycięskie gole | Minuty kar                   | Minuty kar |
| ----------------------- | ---------------- | -------------------------------- | --------------- | ---------------------------- | ---------- |
| Anton Biełow (SKA)      | +34              | Aleksiej Makiejew (Witiaź)       | 8               | Alexandre Bolduc (Medveščak) | 120        |
| Maksim Czudinow (SKA)   | +33              | Siergiej Moziakin (Magnitogorsk) | 7               | Blake Parlett (Medveščak)    | 116        |
| Wadim Szypaczow (SKA)   | +33              | Jan Kovář (Magnitogorsk)         | 6               | Mikita Komarau (Mińsk)       | 115        |
| Jewgienij Dadonow (SKA) | +33              | Robert Sabolič (Admirał)         | 6               | Jewgienij Artiuchin (Sibir)  | 115        |
| Nikita Gusiew (SKA)     | +33              | Mārtiņš Karsums (Din. Moskwa)    | 6               | Maksim Gonczarow (Saławat)   | 114        |

- Pierwsze miejsce w klasyfikacji wykonanych uderzeń ciałem:  Maksim Rybin (Łada) – 180
- Pierwsze miejsce w klasyfikacji liczby zablokowanych strzałów:  Fiodor Bielakow (Sibir) – 141

## Play-off

### Schemat play-off
|  |                          |                          |                          |                         |   |                       |                         |                       |  |  |                    |                    |                    |  |  |                         |                         |                         |
|  | Ćwierćfinały Konferencji | Ćwierćfinały Konferencji | Ćwierćfinały Konferencji |                         |   | Półfinały Konferencji | Półfinały Konferencji   | Półfinały Konferencji |  |  | Finały Konferencji | Finały Konferencji | Finały Konferencji |  |  | Finał o Puchar Gagarina | Finał o Puchar Gagarina | Finał o Puchar Gagarina |
|  | Ćwierćfinały Konferencji | Ćwierćfinały Konferencji | Ćwierćfinały Konferencji |                         |   | Półfinały Konferencji | Półfinały Konferencji   | Półfinały Konferencji |  |  | Finały Konferencji | Finały Konferencji | Finały Konferencji |  |  | Finał o Puchar Gagarina | Finał o Puchar Gagarina | Finał o Puchar Gagarina |
|  |                          |                          |                          |                         |   |                       |                         |                       |  |  |                    |                    |                    |  |  |                         |                         |                         |
|  |                          |                          |                          |                         |   |                       |                         |                       |  |  |                    |                    |                    |  |  |                         |                         |                         |
|  | 1                        | CSKA Moskwa              | 4                        |                         |   |                       |                         |                       |  |  |                    |                    |                    |  |  |                         |                         |                         |
|  | 1                        | CSKA Moskwa              | 4                        |                         |   |                       |                         |                       |  |  |                    |                    |                    |  |  |                         |                         |                         |
|  | 8                        | Jokerit                  | 0                        |                         |   |                       |                         |                       |  |  |                    |                    |                    |  |  |                         |                         |                         |
|  | 8                        | Jokerit                  | 0                        |                         |   | 1                     | CSKA Moskwa             | 2                     |  |  |                    |                    |                    |  |  |                         |                         |                         |
|  |                          |                          |                          |                         |   | 1                     | CSKA Moskwa             | 2                     |  |  |                    |                    |                    |  |  |                         |                         |                         |
|  |                          |                          | 4                        | Łokomotiw Jarosław      | 4 |                       |                         |                       |  |  |                    |                    |                    |  |  |                         |                         |                         |
|  | 2                        | SKA Sankt Petersburg     | 4                        | Łokomotiw Jarosław      | 4 | 4                     |                         |                       |  |  |                    |                    |                    |  |  |                         |                         |                         |
|  | 2                        | SKA Sankt Petersburg     |                          |                         |   |                       |                         |                       |  |  |                    |                    |                    |  |  |                         |                         |                         |
|  | 7                        | Witiaź Podolsk           | 0                        |                         |   |                       |                         |                       |  |  |                    |                    |                    |  |  |                         |                         |                         |
|  | 7                        | Witiaź Podolsk           | 0                        |                         |   | 2                     | SKA Sankt Petersburg    | 4                     |  |  |                    |                    |                    |  |  |                         |                         |                         |
|  | Konferencja Zachód       |                          |                          |                         |   | 2                     | SKA Sankt Petersburg    | 4                     |  |  |                    |                    |                    |  |  |                         |                         |                         |
|  |                          |                          | 4                        | Łokomotiw Jarosław      | 0 |                       |                         |                       |  |  |                    |                    |                    |  |  |                         |                         |                         |
|  | 3                        | Dinamo Moskwa            | 4                        | Łokomotiw Jarosław      | 0 | 4                     |                         |                       |  |  |                    |                    |                    |  |  |                         |                         |                         |
|  | 3                        | Dinamo Moskwa            |                          |                         |   |                       |                         |                       |  |  |                    |                    |                    |  |  |                         |                         |                         |
|  | 6                        | Torpedo Niżny Nowogród   | 1                        |                         |   |                       |                         |                       |  |  |                    |                    |                    |  |  |                         |                         |                         |
|  | 6                        | Torpedo Niżny Nowogród   | 1                        |                         |   | 2                     | SKA Sankt Petersburg    | 4                     |  |  |                    |                    |                    |  |  |                         |                         |                         |
|  |                          |                          |                          |                         |   | 2                     | SKA Sankt Petersburg    | 4                     |  |  |                    |                    |                    |  |  |                         |                         |                         |
|  |                          |                          | 3                        | Dinamo Moskwa           | 1 |                       |                         |                       |  |  |                    |                    |                    |  |  |                         |                         |                         |
|  | 4                        | Łokomotiw Jarosław       | 3                        | Dinamo Moskwa           | 1 | 4                     |                         |                       |  |  |                    |                    |                    |  |  |                         |                         |                         |
|  | 4                        | Łokomotiw Jarosław       |                          |                         |   |                       |                         |                       |  |  |                    |                    |                    |  |  |                         |                         |                         |
|  | 5                        | Dynama Mińsk             | 1                        |                         |   |                       |                         |                       |  |  |                    |                    |                    |  |  |                         |                         |                         |
|  | 5                        | Dynama Mińsk             | 1                        |                         |   | Z                     | SKA Sankt Petersburg    | 4                     |  |  |                    |                    |                    |  |  |                         |                         |                         |
|  |                          |                          |                          |                         |   |                       |                         |                       |  |  |                    |                    |                    |  |  |                         |                         |                         |
|  |                          |                          | W                        | Mietałłurg Magnitogorsk | 1 |                       |                         |                       |  |  |                    |                    |                    |  |  |                         |                         |                         |
|  | 1                        | Mietałłurg Magnitogorsk  | W                        | Mietałłurg Magnitogorsk | 1 | 4                     |                         |                       |  |  |                    |                    |                    |  |  |                         |                         |                         |
|  | 1                        | Mietałłurg Magnitogorsk  |                          |                         |   |                       |                         |                       |  |  |                    |                    |                    |  |  |                         |                         |                         |
|  | 8                        | Kunlun Red Star          | 1                        |                         |   |                       |                         |                       |  |  |                    |                    |                    |  |  |                         |                         |                         |
|  | 8                        | Kunlun Red Star          | 1                        |                         |   | 1                     | Mietałłurg Magnitogorsk | 4                     |  |  |                    |                    |                    |  |  |                         |                         |                         |
|  |                          |                          |                          |                         |   | 1                     | Mietałłurg Magnitogorsk | 4                     |  |  |                    |                    |                    |  |  |                         |                         |                         |
|  |                          |                          | 5                        | Barys Astana            | 0 |                       |                         |                       |  |  |                    |                    |                    |  |  |                         |                         |                         |
|  | 2                        | Awangard Omsk            | 5                        | Barys Astana            | 0 | 4                     |                         |                       |  |  |                    |                    |                    |  |  |                         |                         |                         |
|  | 2                        | Awangard Omsk            |                          |                         |   |                       |                         |                       |  |  |                    |                    |                    |  |  |                         |                         |                         |
|  | 7                        | Admirał Władywostok      | 2                        |                         |   |                       |                         |                       |  |  |                    |                    |                    |  |  |                         |                         |                         |
|  | 7                        | Admirał Władywostok      | 2                        |                         |   | 1                     | Mietałłurg Magnitogorsk | 4                     |  |  |                    |                    |                    |  |  |                         |                         |                         |
|  | Konferencja Wschód       |                          |                          |                         |   | 1                     | Mietałłurg Magnitogorsk | 4                     |  |  |                    |                    |                    |  |  |                         |                         |                         |
|  |                          |                          | 3                        | Ak Bars Kazań           | 0 |                       |                         |                       |  |  |                    |                    |                    |  |  |                         |                         |                         |
|  | 3                        | Ak Bars Kazań            | 3                        | Ak Bars Kazań           | 0 | 4                     |                         |                       |  |  |                    |                    |                    |  |  |                         |                         |                         |
|  | 3                        | Ak Bars Kazań            |                          |                         |   |                       |                         |                       |  |  |                    |                    |                    |  |  |                         |                         |                         |
|  | 6                        | Saławat Jułajew Ufa      | 1                        |                         |   |                       |                         |                       |  |  |                    |                    |                    |  |  |                         |                         |                         |
|  | 6                        | Saławat Jułajew Ufa      | 1                        |                         |   | 2                     | Awangard Omsk           | 2                     |  |  |                    |                    |                    |  |  |                         |                         |                         |
|  |                          |                          |                          |                         |   | 2                     | Awangard Omsk           | 2                     |  |  |                    |                    |                    |  |  |                         |                         |                         |
|  |                          |                          | 3                        | Ak Bars Kazań           | 4 |                       |                         |                       |  |  |                    |                    |                    |  |  |                         |                         |                         |
|  | 4                        | Traktor Czelabińsk       | 3                        | Ak Bars Kazań           | 4 | 2                     |                         |                       |  |  |                    |                    |                    |  |  |                         |                         |                         |
|  | 4                        | Traktor Czelabińsk       |                          |                         |   |                       |                         |                       |  |  |                    |                    |                    |  |  |                         |                         |                         |
|  | 5                        | Barys Astana             | 4                        |                         |   |                       |                         |                       |  |  |                    |                    |                    |  |  |                         |                         |                         |
|  | 5                        | Barys Astana             | 4                        |                         |   |                       |                         |                       |  |  |                    |                    |                    |  |  |                         |                         |                         |
|  |                          |                          |                          |                         |   |                       |                         |                       |  |  |                    |                    |                    |  |  |                         |                         |                         |

### Statystyki indywidualne
Statystyki zaktualizowane po zakończeniu fazy play-off.
Zawodnicy z pola łącznie
| Gole                             | Gole | Asysty                           | Asysty | Punkty                           | Punkty |
| -------------------------------- | ---- | -------------------------------- | ------ | -------------------------------- | ------ |
| Danis Zaripow (Magnitogorsk)     | 15   | Chris Lee (Magnitogors)          | 20     | Jan Kovář (Magnitogorsk)         | 25     |
| Jan Kovář (Magnitogorsk)         | 10   | Siergiej Moziakin (Magnitogorsk) | 17     | Siergiej Moziakin (Magnitogorsk) | 24     |
| Wadim Szypaczow (SKA)            | 9    | Nikita Gusiew (SKA)              | 16     | Nikita Gusiew (SKA)              | 23     |
| Nigel Dawes (Barys)              | 7    | Wadim Szypaczow (SKA)            | 15     | Danis Zaripow (Magnitogorsk)     | 22     |
| Siergiej Moziakin (Magnitogorsk) | 7    | Jan Kovář (Magnitogorsk)         | 15     | Chris Lee (Magnitogorsk)         | 21     |

Obrońcy
| Gole                            | Gole | Asysty                       | Asysty | Punkty                        | Punkty |
| ------------------------------- | ---- | ---------------------------- | ------ | ----------------------------- | ------ |
| Wiktor Antipin (Magnitogorsk)   | 7    | Chris Lee (Magnitogorsk)     | 20     | Chris Lee (Magnitogorsk)      | 21     |
| Jakub Nakládal (Łokomotiw)      | 6    | Patrik Hersley (SKA)         | 12     | Patrik Hersley (SKA)          | 18     |
| Patrik Hersley (SKA)            | 6    | Anton Biełow (SKA)           | 11     | Anton Biełow (SKA)            | 18     |
| Andriej Kutiejkin (Din. Moskwa) | 3    | Staffan Kronwall (Łokomotiw) | 8      | Wiktor Antipin (Magnitogorsk) | 11     |
| Jonas Ahnelöv (Awangard)        | 3    | Kevin Dallman (Barys)        | 6      | Jakub Nakládal (Łokomotiw)    | 11     |

Bramkarze
| Skuteczność interwencji (w %)     | Skuteczność interwencji (w %) | Średnia goli straconych (na mecz) | Średnia goli straconych (na mecz) | Mecze bez straty gola               | Mecze bez straty gola |
| --------------------------------- | ----------------------------- | --------------------------------- | --------------------------------- | ----------------------------------- | --------------------- |
| Michaił Biriukow (Torpedo)        | 94,8                          | Mikko Koskinen (SKA)              | 1,64                              | Emil Garipow (Ak Bars)              | 2                     |
| Wasilij Koszeczkin (Magnitogorsk) | 94,0                          | Michaił Biriukow (Torpedo)        | 1,69                              | Wasilij Koszeczkin (Magnitogorsk)   | 2                     |
| Mikko Koskinen (SKA)              | 93,8                          | Niklas Svedberg (Saławat)         | 1,76                              | Ilja Sorokin (CSKA)                 | 1                     |
| Aleksandr Sudnicyn (Łokomotiw)    | 93,4                          | Emil Garipow (Ak Bars)            | 1,85                              | Aleksandr Jeriomienko (Din. Moskwa) | 1                     |
| Emil Garipow (Ak Bars)            | 93,3                          | Dominik Furch (Awangard)          | 1,91                              | Dominik Furch (Awangard)            | 1                     |

Pozostałe
| Klasyfikacja +/-             | Klasyfikacja +/- | Zwycięskie gole              | Zwycięskie gole | Minuty kar                   | Minuty kar |
| ---------------------------- | ---------------- | ---------------------------- | --------------- | ---------------------------- | ---------- |
| Chris Lee (Magnitogorsk)     | +16              | Danis Zaripow (Magnitogorsk) | 3               | Grigorij Panin (CSKA)        | 56         |
| Patrik Hersley (SKA)         | +13              | Jewgienij Dadonow (SKA)      | 3               | Ilja Kowalczuk (SKA)         | 35         |
| Jonas Ahnelöv (Awangard)     | +12              | Maksim Karpow (Din. Moskwa)  | 3               | Mikita Komarau (Mińsk)       | 34         |
| Danis Zaripow (Magnitogorsk) | +12              | Jan Kovář (Magnitogorsk)     | 2               | Stiepan Zacharczuk (Ak Bars) | 30         |
| Dinar Chafizullin (SKA)      | +12              | Nikita Gusiew (SKA)          | 2               | Jewgienij Kietow (SKA)       | 30         |

- Pierwsze miejsce w klasyfikacji liczby zablokowanych strzałów:  Aleksandr Lipin (Barys) – 30
- Pierwsze miejsce w klasyfikacji wykonanych uderzeń ciałem:  Michaił Pasznin (Magnitogorsk) – 57

### Skład triumfatorów
Skład zdobywcy Pucharu Gagarina – drużyny SKA Sankt Petersburg – w sezonie 2016/2017:
| Szkoleniowiec: - Oleg Znarok – główny trener - Harijs Vītoliņš – asystent trenera - Władimir Fiedosow – asystent trenera - Jurij Żdanow – asystent trenera - Marko Torenius – asystent trenera |  | Bramkarze: - Jewgienij Iwannikow - Mikko Koskinen - Igor Szestiorkin Obrońcy: - Anton Biełow - Dinar Chafizullin - Maksim Czudinow - Patrik Hersley - Dmitrij Judin - Jegor Jakowlew - Roman Rukawisznikow - Jegor Rykow - Wiaczesław Wojnow - Andriej Zubariew - Artiom Zub |  | Napastnicy: - Aleksandr Barabanow - Aleksandr Chochłaczow - Pawieł Daciuk – kapitan - Jewgienij Dadonow - Aleksandr Diergaczow - Nikita Gusiew - Ilja Kabłukow - Jewgienij Kietow - Jarno Koskiranta - Ilja Kowalczuk - Steve Moses - Archip Niekolenko - Siergiej Płotnikow - Nikołaj Prochorkin - Wadim Szypaczow - Siergiej Szyrokow - Wiktor Tichonow |

## Nagrody, trofea i wyróżnienia

### Trofea drużynowe
- Puchar Otwarcia: Mietałłurg Magnitogorsk
- Puchar Kontynentu: CSKA Moskwa
- Trofeum za zwycięstwo w Konferencji Wschód w fazie play-off: Mietałłurg Magnitogorsk
- Trofeum za zwycięstwo w Konferencji Zachód w fazie play-off: CSKA Moskwa
- Nagroda Wsiewołoda Bobrowa (dla najskuteczniejszej drużyny w sezonie): SKA Sankt Petersburg (305 goli w 78 meczach – 249 w 60 meczach sezonu regularnego plus 56 w 18 spotkaniach fazy play-off)
- Puchar Gagarina: SKA Sankt Petersburg

### Zawodnicy miesiąca i etapów
Od początku historii rozgrywek są przyznawane nagrody indywidualne w czterech kategoriach odnośnie pozycji zawodników (bramkarz, obrońca, napastnik oraz pierwszoroczniak) za każdy miesiąc, wzgl. okres w fazie play-off.
| Miesiąc                  | Bramkarz                                     | Obrońca                                  | Napastnik                                   | Pierwszoroczniak                          |
| ------------------------ | -------------------------------------------- | ---------------------------------------- | ------------------------------------------- | ----------------------------------------- |
| Wrzesień                 | Ilja Proskuriakow (Torpedo Niżny Nowogród)   | Mat Robinson (Dinamo Moskwa)             | Siergiej Moziakin (Mietałłurg Magnitogorsk) | Władimir Tkaczow (Admirał Władywostok)    |
| Październik              | Igor Szestiorkin (SKA Sankt Petersburg)      | Chris Lee (Mietałłurg Magnitogorsk)      | Ilja Kowalczuk (SKA Sankt Petersburg)       | Artiom Zagidulin (Kunlun Red Star)        |
| Listopad                 | Wasilij Diemczenko (Traktor Czelabińsk)      | Zachar Arzamascew (Saławat Jułajew Ufa)  | Siergiej Moziakin (Mietałłurg Magnitogorsk) | Dmitrij Szulenin (Torpedo Niżny Nowogród) |
| Grudzień                 | Aleksandr Jeriomienko (Dinamo Moskwa)        | Jegor Martynow (Awangard Omsk)           | Richard Gynge (Nieftiechimik Niżniekamsk)   | Władimir Tkaczow (Admirał Władywostok)    |
| Styczeń                  | Aleksandr Jeriomienko (Dinamo Moskwa)        | Juuso Hietanen (Dinamo Moskwa)           | Siergiej Moziakin (Mietałłurg Magnitogorsk) | Artiom Ilenko (Admirał Władywostok)       |
| Luty                     | Aleksandr Jeriomienko (Dinamo Moskwa)        | Jakub Nakládal (Łokomotiw Jarosław)      | Siergiej Moziakin (Mietałłurg Magnitogorsk) | Dienis Aleksiejew (Admirał Władywostok)   |
| Ćwierćfinały konferencji | Ilja Sorokin (SKA Sankt Petersburg)          | Jonas Ahnelöv (Awangard Omsk)            | Brandon Kozun (Łokomotiw Jarosław)          | Witalij Krawcow (Traktor Czelabińsk)      |
| Półfinały konferencji    | Emil Garipow (Ak Bars Kazań)                 | Jakub Nakládal (Łokomotiw Jarosław)      | Danis Zaripow (Mietałłurg Magnitogorsk)     | Jegor Rykow (SKA Sankt Petersburg)        |
| Finały konferencji       | Igor Szestiorkin (SKA Sankt Petersburg)      | Patrik Hersley (SKA Sankt Petersburg)    | Siergiej Moziakin (Mietałłurg Magnitogorsk) | Maksim Łazariew (Ak Bars Kazań)           |
| Marzec                   | Wasilij Koszeczkin (Mietałłurg Magnitogorsk) | Władisław Gawrikow (Łokomotiw Jarosław)  | Danis Zaripow (Mietałłurg Magnitogorsk)     | Grigorij Dronow (Mietałłurg Magnitogorsk) |
| Puchar Gagarina          | Wasilij Koszeczkin (Mietałłurg Magnitogorsk) | Wiktor Antipin (Mietałłurg Magnitogorsk) | Jewgienij Dadonow (SKA Sankt Petersburg)    | Jegor Rykow (SKA Sankt Petersburg)        |

### Nagrody indywidualne
Podczas uroczystości zorganizowanej w dniu 24 maja 2016 w Barwicha Luxury Village wręczono nagrody za sezon:
- Złoty Kij – Najbardziej Wartościowy Gracz (MVP) sezonu regularnego: Siergiej Moziakin (Mietałłurg Magnitogorsk).
- Nagroda dla najskuteczniejszego strzelca sezonu: Siergiej Moziakin (Mietałłurg Magnitogorsk) – 48 gole w sezonie zasadniczym.
- Nagroda dla najlepiej punktującego zawodnika (punktacja kanadyjska): Siergiej Moziakin (Mietałłurg Magnitogorsk) – w sezonie regularnym uzyskał 85 punktów za 48 goli i 37 asyst (w całych rozgrywkach 109 pkt. za 55 goli i 54 asyst, jako że w fazie play-off 24 pkt. za 7 goli i 17 asyst).
- Najbardziej Wartościowy Gracz (MVP) Sezonu (dla zawodnika legitymującego się najlepszym współczynnikiem w klasyfikacji „+,-” w sezonie regularnym): Anton Biełow (SKA Sankt Petersburg) – uzyskał wynik +34 w 56 meczach.
- Najlepsza Trójka (dla najskuteczniejszego tercetu napastników w sezonie regularnym): Wadim Szypaczow, Jewgienij Dadonow, Nikita Gusiew (SKA Sankt Petersburg) – wspólnie zgromadzili 50 goli.
- Mistrz Play-off – Najbardziej Wartościowy Gracz (MVP) fazy play-off: Wasilij Koszeczkin (Mietałłurg Magnitogorsk)[27].
- Najlepszy Bramkarz Sezonu (w wyniku głosowania trenerów): Wasilij Koszeczkin (Mietałłurg Magnitogorsk).
- Nagroda dla najlepszego pierwszoroczniaka sezonu KHL im. Aleksieja Czeriepanowa: Władimir Tkaczow (Admirał Władywostok).
- Złoty Kask (przyznawany sześciu zawodnikom wybranym do składu gwiazd sezonu):
  - Igor Szestiorkin (SKA Sankt Petersburg) – bramkarz,
  - Wiktor Antipin (Mietałłurg Magnitogorsk) – obrońca,
  - Jakub Jeřábek (Witiaź Podolsk) – obrońca,
  - Siergiej Moziakin (Mietałłurg Magnitogorsk) – napastnik,
  - Jan Kovář (Mietałłurg Magnitogorsk) – napastnik,
  - Wadim Szypaczow (SKA Sankt Petersburg) – napastnik.
- Żelazny Człowiek (dla zawodnika, który rozegrał najwięcej spotkań mistrzowskich w ostatnich trzech sezonach): Jan Kovář (Mietałłurg Magnitogorsk) – 230 rozegranych meczów[28].
- Dżentelmen na Lodzie (dla jednego obrońcy i jednego napastnika – honorująca graczy, którzy łączą sportową doskonałość z nieskazitelnym zachowaniem): obrońca Anton Biełow (SKA Sankt Petersburg) oraz napastnik Siergiej Moziakin (Mietałłurg Magnitogorsk).
- Nagroda Bezcenny Zawodnik (w ramach projektu Bezcenna Liga, przyznawana przez Mastercard): Siergiej Moziakin (Mietałłurg Magnitogorsk).
- Nagroda specjalna „Stalowe Nerwy”: Andriej Gawriłow (Saławat JUłahew Ufa).
- Nagroda dla Najlepszego Trenera Sezonu: Oleg Znarok (SKA Sankt Petersburg).
- Nagroda Walentina Sycza (przyznawana prezesowi, który w sezonie kierował najlepiej klubem): Roman Rotenberg (wiceprezes klubu SKA Sankt Petersburg).
- Nagroda Władimira Piskunowa (przyznawana najlepszemu klubowemu administratorowi): Wiktor Suchow (Mietałłurg Magnitogorsk).
- Nagroda Andrieja Starowojtowa (Złoty Gwizdek) (dla najlepszego sędziego głównego sezonu): Andriej Kułaow.
- Nagroda Michaiła Galinowskiego (Złoty Gwizdek) (dla najlepszego sędziego liniowego sezonu): Dmitrij Siwow.
- Nagroda dla najlepszego dziennikarza sezonu: Pawieł Łysienkow (Sowietski Sport).
- Nagroda Andrieja Zimina (przyznawana najlepszemu lekarzowi): Siergiej Winnikow (Siewierstal Czerepowiec).